# Freies Funknetz
Freie Funknetze sind WLAN-basierte Funknetze, die nicht von kommerziellen Anbietern, sondern von Privatpersonen, Vereinen oder ähnlichen Organisationen angeboten werden. Demnach sind die Benutzer auch gleichzeitig die Betreiber der Computernetzwerke, die von einfachen Heimnetzwerken ausgehend Häuser, Stadtteile, Dörfer oder ganze Städte vernetzen können.

## Idee und Funktionsweise
In einem freien Funknetzwerk stellen alle Nutzer ihre WLAN-Router für den Datentransfer der anderen Teilnehmer zur Verfügung. Im Gegenzug können die Nutzer ebenfalls Daten, wie zum Beispiel Text, Musik und Filme über das interne Netz übertragen oder über von Teilnehmern eingerichtete Dienste im Netz chatten, telefonieren und gemeinsam Onlinegames spielen. Viele Teilnehmer stellen zudem ihren Internetzugang zur Verfügung und ermöglichen anderen den Zugang zum Internet. Freie Funknetze sind Selbstmach-Netze. Für den Aufbau nutzen Teilnehmer auf ihren WLAN-Routern spezielle Linuxdistributionen. Lokale Gruppen stellen die auf eigene Bedürfnisse angepasste Software dann auf ihren Websites zur Verfügung. In vielen Dörfern und Städten gibt es mittlerweile Gruppen und Zusammenkünfte, in denen sich Interessierte treffen.

## Vision und Hintergründe

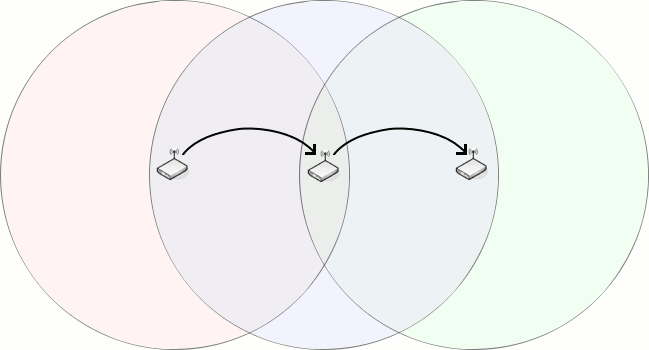
Picopeering erklärt: Der linke und rechte Teilnehmer liegen zu weit auseinander, um sich direkt miteinander zu verbinden. Dennoch können sie miteinander kommunizieren, da der Teilnehmer in der Mitte innerhalb beider Reichweiten liegt und so die Daten des linken Teilnehmers an den rechten weiterleiten kann.

Initiativen, die freie Funknetzwerke aufbauen, sind Teil einer globalen Bewegung für freie Infrastrukturen. Ihre Vision ist die Verbreitung freier Netzwerke, die Demokratisierung der Kommunikationsmedien und die Förderung lokaler Sozialstrukturen. Durch die Vernetzung ganzer Stadtteile, Dörfer und Regionen möchten die Initiativen der digitalen Kluft entgegenwirken und freie unabhängige Netzwerkstrukturen aufbauen. In diesen freien Netzen können zum Beispiel lizenzfreies Community-Radio, die Übertragung lokaler Ereignisse, private Tauschbörsen und die gemeinsame kostengünstige Nutzung eines Internetzugangs möglich werden. Der Austausch in den freien Netzen basiert dabei nicht auf kommerziellen Interessen, sondern auf dem freiwilligen Geben und Nehmen jedes Einzelnen im Netzwerk. Diese Idee wurde im Pico Peering Agreement formuliert.
Der anfängliche Beweggrund, ein freies Netzwerk aufzubauen, ist oft das Bedürfnis, einen kostengünstigen Zugang zum Internet zu erhalten, gerade in Gebieten, in denen kein DSL verfügbar ist. Dies zu ermöglichen, ist jedoch nicht das Hauptziel der Initiativen. Sie sehen die Zukunft ihrer Anstrengungen vielmehr in der Möglichkeit, sich miteinander in freien Netzen verbinden zu können – ohne sich den Beschränkungen kommerzieller Anbieter unterordnen zu müssen.
Die Verbreitung von selbstorganisierten freien Netzen ist auch der Versuch, das Prinzip freier Software auf freie „Netzwerk-Allmenden“ zu übertragen. In diesen sollen in Anlehnung an die mittelalterliche Allmende eine gemeinsame Nutzung von Netzwerkressourcen und verlustfrei kopierbarer Daten organisiert werden. Freiwillige arbeiten daher am Aufbau dieser eigenen Netze, stellen Internetzugänge zur Verfügung, bieten Informationsveranstaltungen an oder entwickeln freie und offene Software für freie Funknetze. Auf lokaler Ebene stellen viele Initiativen bereits eine Alternative zu kommerziellen Netzwerkanbietern dar. Diese Netze bieten einen öffentlichen Raum, in dem freie Inhalte wie zum Beispiel die der Wikipedia verbreitet werden können.

## Verbreitung

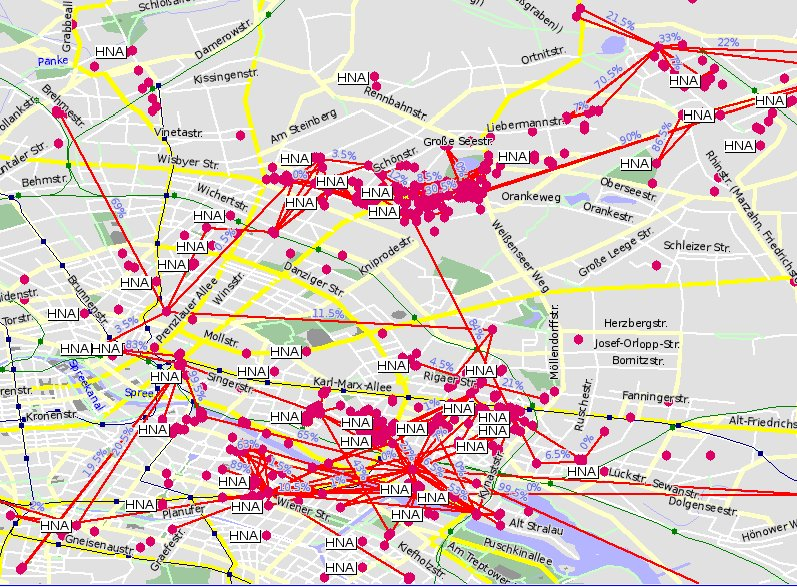
Ausschnitt aus dem Berliner Freifunk-Netz
(Stand: 1. Januar 2007):
Die roten Punkte sind die Knoten. Die Linien stellen die Verbindungen zwischen den einzelnen Teilnehmern dar (in blauer Schrift die jeweilige Verbindungsqualität). HNA bedeutet, dass dieser Knoten zusätzlich ein externes Netzwerk (zumeist Internet) zur Verfügung stellt.

Die deutschsprachige Freifunk-Gemeinschaft ist Teil einer weltweiten Bewegung zur Etablierung von offenen und freien Systemen, insbesondere von freier Software und freien Infrastrukturen. Dies geschieht zum Teil in großen ländlichen Gebieten wie Djursland in Dänemark. Es wurde in Städten mit nicht breitband-fähiger Telekommunikationsinfrastruktur vorangebracht wie einigen Gebieten in Berlin, Weimar, Leipzig, Rostock, Halle oder Dresden.
Vergleichbare Überlegungen werden im Rahmen des Projekts der gemeinnützigen Gesellschaft „One Laptop per Child“ bei der Entwicklung des „100-Dollar-Laptops“ OLPC XO-1 angestellt. Demnach soll insbesondere in Entwicklungs- und Schwellenländern durch preiswerte Laptops, in Kombination mit einem integrierten WLAN-Sender, eine vollautomatische Vernetzung einzelner Dörfer oder Kommunen erfolgen. An dem Projekt haben bisher Länder wie Argentinien, Brasilien, Libyen, Nigeria, Ruanda, Thailand und Uruguay ihre Teilnahme erklärt.

## Technik

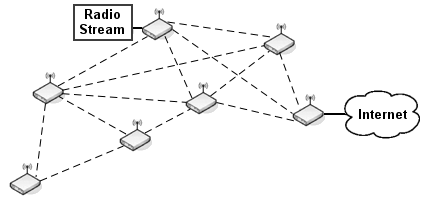
Ein vermaschtes Netzwerk: Der rechte Knoten stellt den anderen zusätzlich Internet zur Verfügung, der linke ein lokales Radio

Bei freien Funknetzen werden mehrere Wireless Access Points miteinander verbunden und bilden ein Intranet, das unter anderem über einen Internetdienstanbieter mit dem Internet verbunden werden kann. Freie Funknetze operieren meist auf Grundlage von Mesh-Routing-Protokollen als vermaschte, sich selbständig aufbauende und konfigurierende Ad-hoc-Netzwerke. Zumeist werden Router mit aufgespielter Firmware (zum Beispiel der Freifunk-Firmware) verwendet, die auf OpenWrt basiert und die Mesh-Protokolle OLSR beziehungsweise B.A.T.M.A.N. unterstützt. Diese Protokolle ermöglichen es den Teilnehmern des Netzwerks, sich in großen Gebieten ohne eigenen Breitbandinternetzugang zu vernetzen. Zudem kann ein neuer Teilnehmer, ein sogenannter Mesh Node, ohne großen technischen Aufwand Teil des bestehenden Netzes werden und dadurch dessen Reichweite vergrößern. Die meisten Projekte versuchen so, eine freie und alternative Netz-Infrastruktur zusätzlich zur vorhandenen Netz-Infrastruktur der großen Internetdienstanbieter aufzubauen.